# تابو (مجموعه تلویزیونی)
تابو (به انگلیسی: Taboo) یک مجموعهٔ تلویزیونی بریتانیایی به کارگردانی کریستوفر ناینهولام، که با همکاری دو شبکه تلویزیونی FX و BBC ساخته شد، با روایتی از سال ۱۸۱۳ و داستان شخصیتی بنام جیمز دلینی با بازی تام هاردی است که بعد از گذران ۱۰ سال زندگی در آفریقا، به همراه ۱۴ الماسی که بدست آورده‌است به لندن بازمی‌گردد تا بیشتر دربارهٔ کسب و کار به ارث مانده از پدرش بداند و به دنبال انتقام قتل وی برود. او با ممانعت از فروش کسب و کار خانوادگی خودشان به کمپانی هند شرقی، تصمیم می‌گیرد امپراتوری خرید و فروش خودش را بسازد در حالی که با این کار خود را وارد بازی خطرناکی میان دو کشور آمریکا و بریتانیا می‌کند. طبق اطلاعاتی که وب‌سایت هالیوود ریپورتر منتشر کرده، فصل دوم سریال تابو قرار است در هشت قسمت تولید و منتشر شود. زمان هر قسمت فصل دوم این سریال حدود یک ساعت خواهد بود که هم‌اکنون فصل دوم این سریال در دست ساخت است.

## داستان
این سریال، داستان خانواده ای در لندن و در قرن ۱۹ را روایت می کند. در سال ۱۸۱۳ جیمز دلینی (تام هاردی) پس از زندگی در افریقا و با الماس هایی که به دست آورده است به لندن باز می گردد. او به دنبال پیدا کردن قاتل پدرش و مبارزه با دستگاه های دولتی است. دانلود شما از تاینی موویز رایگان است.

## تولید
تابو توسط استیون نایت ، تام هاردی و پدرش ادوارد "چیپس" هاردی ایجاد شده و براساس داستانی نوشته شده توسط تام و چیپس هاردی ساخته شده است.نایت و تام هاردی قبلاً در فیلم لاک ۲۰۱۳ و مجموعه تلویزیونی پیکی بلایندرز با هم کار کردند که در سال ۲۰۱۳ به نمایش درآمد.کارگردانی سری اول توسط کریستوفر نیهولم و آندرس انگستروم انجام شد.

## نظرات سازندگان و بازیگران
تام هاردی در رابطه با ادامه پخش سریال تابو، گفت: این خبر بسیار فوق‌العاده‌ای است. ما بسیار سپاس‌گزار و هیجان زده هستیم که رابطه ما با دو شبکه BBC و FX برای ساخت این سریال درام تاریخی بریتانیایی، ادامه پیدا خواهد کرد.
استیون نایت، سازنده، نویسنده و تهیه‌کننده اجرایی سریال تابو، در بیانیه خود گفت که از دور شاهد موفقیت این سریال بوده‌است و او از استقبالی که از فصل اول سریال تابو شده، بسیار شگفت زده شده‌است. نایت گفت: من بسیار هیجان زده هستم که کار بر روی این سریال را ادامه خواهیم داد، چرا که من متوجه شده‌ام که استقبال بسیار وسیعی از این سریال در خارج از مرزهای بریتانیا شده‌است و این سریال مخاطبان بسیار زیاد و مشتاقی را در بریتانیا و آمریکا دارد. ما تلاش کرده‌ایم که به جای یک رویکرد نمادین برای روایت این سریال، یک رویکرد امپرسیونیسمی (روایت براساس دید و برداشت سازنده) برای روایت اتفاقات تاریخی این سریال داشته باشیم. ما امیدواریم که دقت بیشتری در تجسم اتفاقات فوق‌العاده تاریخی در فصل دوم این سریال، داشته باشیم.

## سایر بازیگران
تام هاردی، اونا چاپلین، دیوید هایمن، مایکل کلی، جاناتان پرایس، جسی باکلی، ادوارد هاگ، جفرسون هال، تام هولندر و مارک گیتیس از جمله بازیگرانی بودند که در فصل اول سریال تابو حضور داشتند و به ایفای نقش پرداختند.